# 스미요촌
스미요촌(일본어: 住用村)은 일본 가고시마현 아마미오시마에 있던 촌으로 오시마군에 속했다. 
2006년 3월 20일, 나제시 및 가사리정과 합병해, 아마미시가 되어 아마미시의 지역자치구 이기도한 스미요정이 되었다.

## 지리
스미요촌은 아마미오시마의 남부에 위치하며 섬 남동부의 스미요만에 면해 있다. 면적의 약 85%가 험준한 산악지대로 이루어져 있다.

## 역사
- 1908년 4월 1일 - 도서정촌제 시행에 의해 오시마군 스미요촌이 성립하였다. 스미요촌은 12개촌으로 구성되어 있다.
- 1945년 7월-8월 - 미군의 공습으로 154가구가 불타는 피해를 입었다.
- 1946년 2월 28일 -  미군 (류큐열도 미국 국민 정부)에 의해 통치하에 놓여졌다.
- 1953년 12월 25일 - 아마미오시마의 일본 반환으로 다시 일본국에 속하게 되었다.
- 2006년 3월 20일 - 나제시, 가사리정과 합병해 아마미시가 되어, 아마미시의 지역자치구 (스미요정)이 되었다. (설치기간은 2016년 3월 31일까지였다.)

## 교통

### 도로
- 국도 58호선

## 참고 문헌
- 角川日本地名大辞典編纂委員会,『角川日本地名大辞典 鹿児島県』1983, 角川書店